# Himar González
Himar González (Las Palmas de Gran Canaria, 1 de junio de 1976) es una meteoróloga española y presentadora de televisión especializada en información del tiempo.

## Biografía
A los 18 años se mudó a Tenerife y se licenció en Ciencias Físicas -en la especialidad de Física Aplicada y de la Atmósfera- en la Universidad de La Laguna.
Comenzó a trabajar en Televisión Canaria. De allí se trasladó a Madrid. Trabajó en Telecinco, donde sustituyó a Mario Picazo.
En 2011 firmó un contrato con Antena 3 donde actualmente ofrece la información meteorológica en la edición de fin de semana del telediario presentado por Mónica Carrillo y Matías Prats.
Actuó como actriz en la película 4 latas, una comedia romántica de 2019 dirigida por Gerardo Olivares.